# Umi Ryuuzaki
Umi Ryuuzaki (龍咲 海 (Long Tiếu Hải) りゅうざき うみ, Ryūzaki Umi) là nhân vật hư cấu trong series anime/manga Magic Knight Rayearth của CLAMP. Cô là một trong ba nhân vật chính của series, tượng trưng cho nguyên tố Nước.

## Tính cách
Umi tính cách nóng nảy, hấp tấp, dễ nổi nóng và kích động, thậm chí có phần ích kỷ. Nhưng cô cũng là người không sợ nói ra quan điểm của mình, chu đáo, lạc quan, và hết sức quan tâm đến bạn bè, thậm chí sẵn sàng hi sinh cả tính mạng vì họ. Điều này nhiều lần giúp nâng cao sức mạnh tiềm ẩn trong cô hơn cả mong đợi. Tính cách nóng nảy ẩn dưới vẻ ngoài điềm tĩnh của cô chỉ bị kích động bởi hai thứ: những sự việc bất thường tại Cephiro và hành vi đáng yêu nhưng cũng dễ gây bực mình của Mokona.
Trong chiến đấu, cô điềm tĩnh, lạnh lùng, và tự chủ, như dòng nước của nguyên tố mà cô đại diện. Lòng kiêu hãnh của cô không cho phép cô từ bỏ trận chiến nào, dù nó có mang lại bất lợi cho cô. Cô trung thành với đồng đội, có ý chí quyết tâm cao để bảo vệ những người cô yêu thương, khiến cô trở thành một đối thủ khó có thể đánh bại. Điểm yếu duy nhất của cô là ghét bị bỏ lại một mình.

## Gia đình
Umi là con một của một gia đình giàu có, được cha mẹ hết mực yêu thương, khiến tính cách cô có phần hư và hờ hững khi câu chuyện bắt đầu. Tuy vậy, khi hoàn cảnh bắt buộc, Umi dần dần trưởng thành và đảm nhậm vai trò Chị cả, hết mực bảo vệ hai người bạn của mình là Hikaru và Fuu.

## Tình yêu
Ascot: Trong cả anime và manga, Ascot có tình cảm sâu đậm với Umi, khiến cho vẻ bề ngoài của cậu thay đổi từ hình dạng một chú bé sang một thiếu niên. Dù Umi có vẻ như không nhận thấy tình cảm của Ascot, cậu nói rằng chỉ cần cậu thích Umi là đủ rồi.
Clef: trong manga, Umi không biểu lộ tình cảm gì đặc biệt với Clef, dù cô có tới nói chuyện với ông hòng để nhẹ lòng. Trong anime, Umi thích Clef, nhưng ở cuối phần hai, trước khi trở về Trái Đất, cô định bày tỏ tình cảm với Clef nhưng rồi lại thôi, sợ rằng đó chỉ là tình cảm một phía, không được đáp lại.

## Vũ khí và ma pháp
Do là nhà vô địch đấu kiếm, vũ khí Umi sử dụng là một cây kiếm mảnh giống loại kiếm được dùng trong môn thể thao này. Cô là người nhanh nhẹn nhất trong ba cô gái, và có sức mạnh tấn công chỉ sau Hikaru. Sức mạnh của cô chủ yếu dùng để áp chế đối thủ và nâng cao tốc độ của mình.
Bởi vì Umi tượng trưng cho nước, cô chủ yếu tập trung vào ma pháp liên quan đến nước:
- Rồng nước (水 の 龍 Mizu no Ryuu?): ma pháp đầu tiên được Umi tạo ra để giúp đỡ Hikaru khi bạn cô sắp thua trong trận chiến với Alcyone. Ma pháp này có hình dạng một con rồng lớn bằng nước, lao về phía đối phương để tấn công. Ma pháp này cũng có thể làm thay đổi thời tiết bằng cách tạo ra mưa. Đây là ma pháp được cô sử dụng nhiều nhất.
- Cuồng phong lam sắc (青い 竜巻 Aoi Tatsumaki?): ma pháp thứ hai của Umi, do cô tạo ra khi bị thử thách ở Suối nguồn Eterna. Ma pháp này tạo ra một vòi rồng lớn bằng nước, vừa có thể phòng thủ, vừa có thể tấn công. Nó từng được sử dụng để cứu Công chúa Tarta của Chizeta khỏi rơi xuống võ đài.
- Lưỡi đao băng (氷 の刃 Koori no Yaiba?): ma pháp tấn công cuối cùng, và cũng là mạnh nhất, của Umi. Đây là ma pháp liên quan tới băng duy nhất của cô. Ma pháp này tạo ra một trận mưa vô tận làm từ những lưỡi đao bằng băng sắc nhọn hướng thẳng về phía kẻ thù. Ma pháp này được cô tạo ra khi bảo vệ công chúa của Chizeta và Fahren trong phần hai của anime, và nó xuất hiện trong tập 5 của manga.

Ma thần của Umi là Celes.